# Дуб черешчатий (Шарлаї)
Дуб чере́шчатий — ботанічна пам'ятка природи місцевого значення в Україні. Розташована в межах Решетилівської міської громади Полтавського району Полтавської області, на околиці села Шарлаї в основі неглибокого яру між полями.
Площа — 0,3 га. Статус надано згідно з рішенням облради від 28.02.1995 року. Перебуває у віданні Новомихайлівської сільської ради.
Статус надано для збереження одного екземпляра дуба звичайного (черешчатого). Вік дерева — понад 200 років, висота — 24 м, діаметр стовбура на висоті 1,3 м станом на 2021 рік становить 480 см. Є багато сухих гілок, дупла, слід удару блискавки, коріння дерева підмивається водною ерозією, гілки та листя мають ознаки ураження грибами.
Стан дерева задовільний, потребує лікування та догляду.

## Галерея

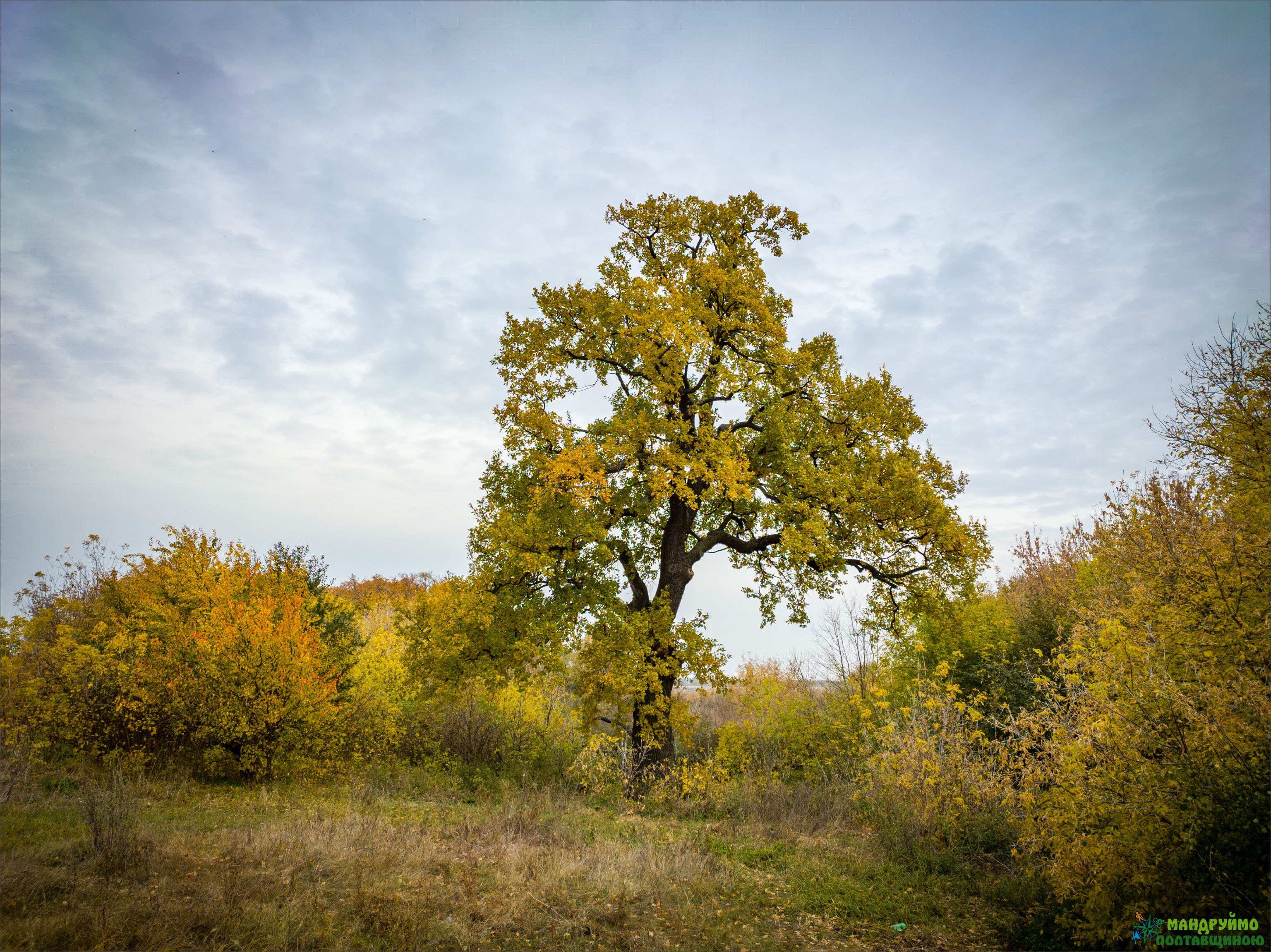
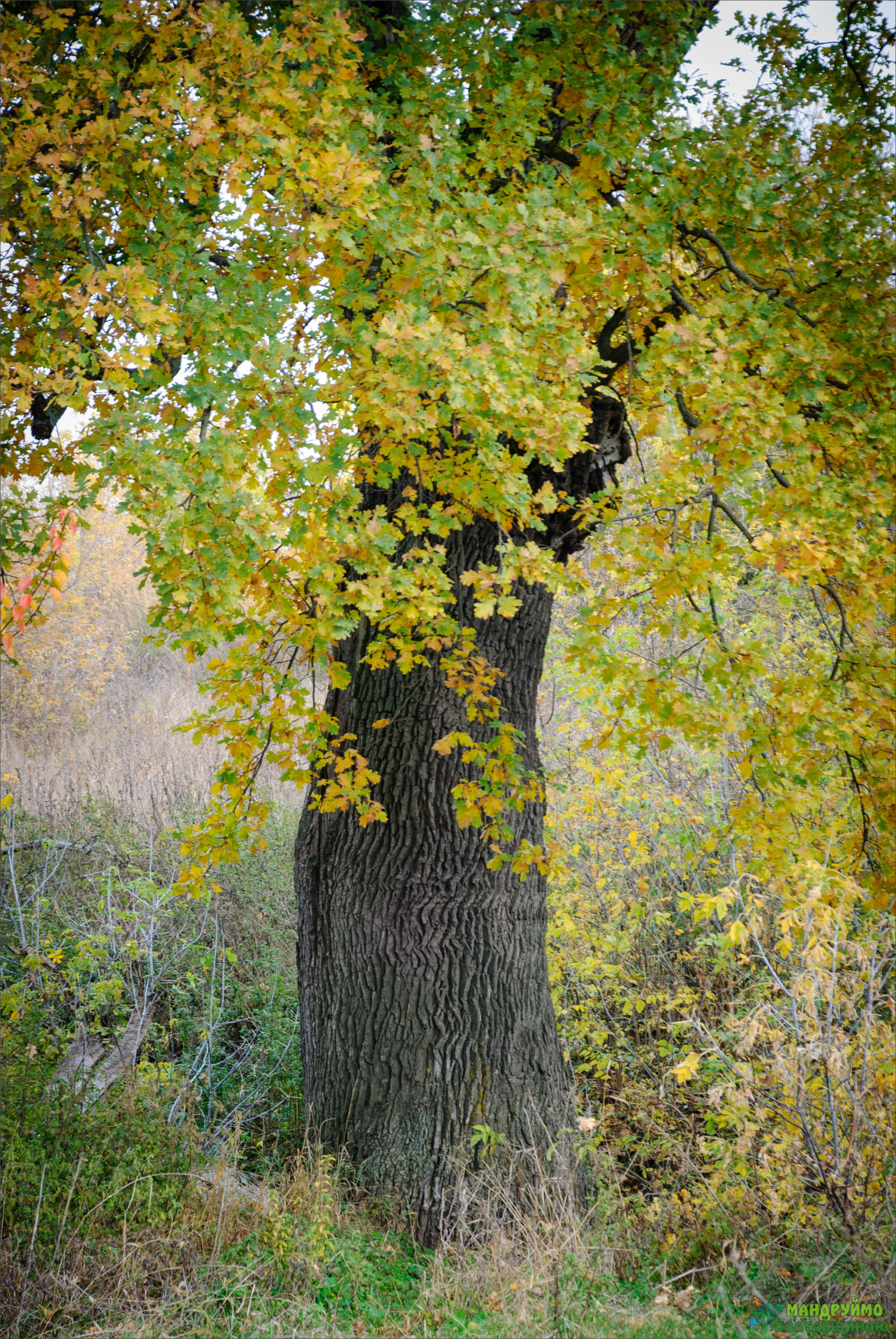
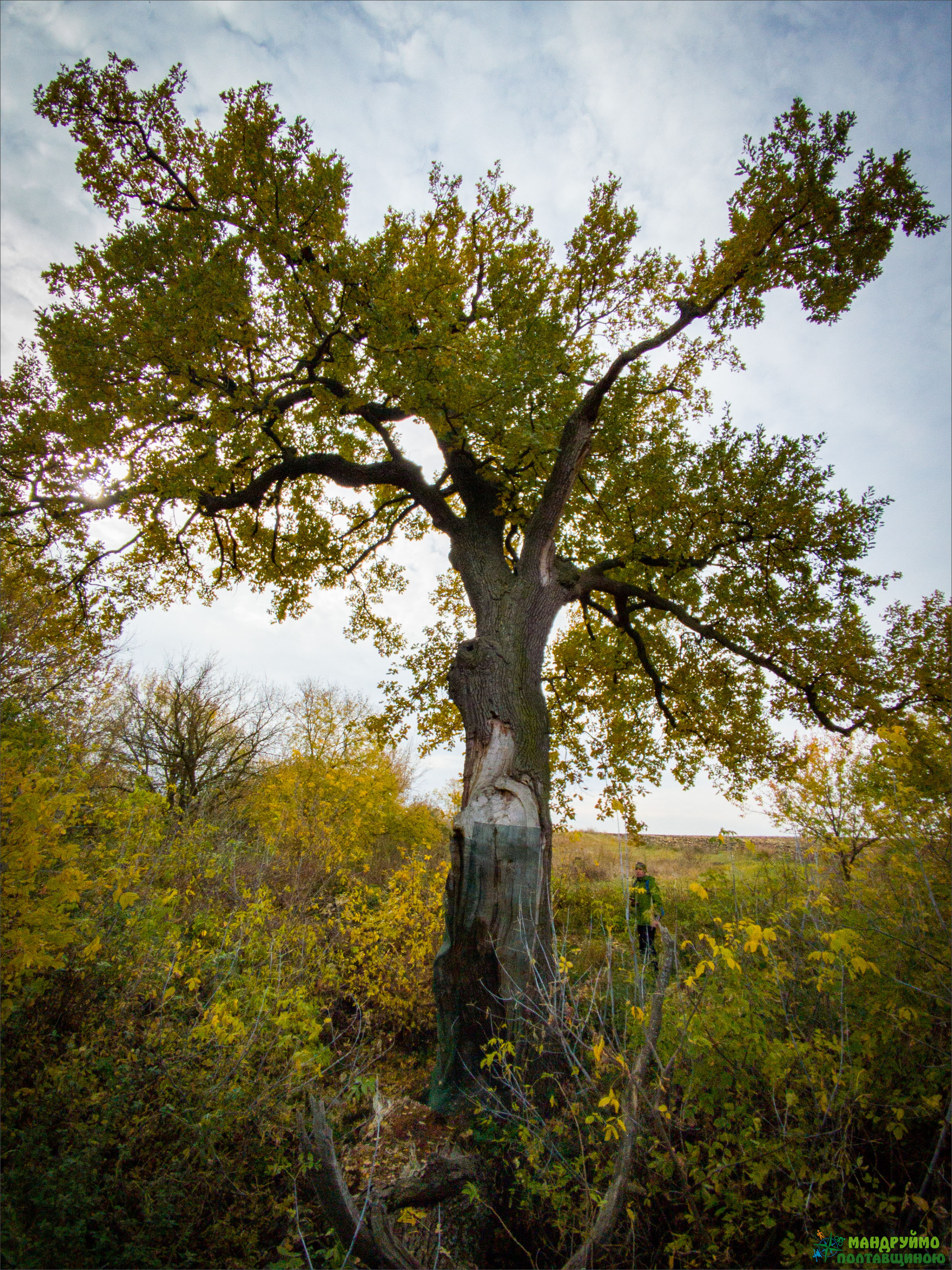